# Harry Snell (kolarz)
Harry Astric Snell (ur. 7 października 1916 w Borås, zm. 8 maja 1985 tamże) – szwedzki kolarz szosowy, złoty medalista mistrzostw świata.

## Kariera
Największy sukces w karierze Harry Snell osiągnął w 1948 roku, kiedy zdobył złoty medal w wyścigu ze startu wspólnego amatorów podczas mistrzostw świata w Valkenburgu. W zawodach tych wyprzedził bezpośrednio Belga Liévina Lerno oraz swego rodaka Olle Wänlunda. Był to jednak jedyny medal wywalczony przez Snella na międzynarodowej imprezie tej rangi. Ponadto wygrał szwedzki Mälaren Runt w latach 1944, 1945 i 1948 oraz trzynastokrotnie zdobywał mistrzostwo Szwecji. Trzykrotnie zdobywał też złote medale na mistrzostwach krajów nordyckich. W 1948 roku wziął udział w igrzyskach olimpijskich w Londynie, gdzie był osiemnasty w wyścigu ze startu wspólnego, a w wyścigu drużynowym Szwedzi zajęli piąte miejsce. Nigdy nie podpisał zawodowego kontraktu.

## Najważniejsze zwycięstwa i sukcesy
- 1942
  -  mistrzostwo kraju w drużynowym wyścigu (elite)
- 1943
  -  mistrzostwo kraju w wyścigu ze startu wspólnego (elite)
- 1944
  -  mistrzostwo kraju w wyścigu ze startu wspólnego (elite)
  -  mistrzostwo kraju w drużynowym wyścigu (elite)
- 1945
  -  mistrzostwo kraju w jeździe ind. na czas (elite)
- 1946
  -  mistrzostwo kraju w wyścigu ze startu wspólnego (elite)
- 1947
  -  mistrzostwo kraju w wyścigu ze startu wspólnego (elite – 250 km)
  -  mistrzostwo kraju w drużynowym wyścigu (elite)
- 1948
  - mistrzostwo świata amatorów w wyścigu ze startu wspólnego
  -  mistrzostwo kraju w wyścigu ze startu wspólnego (elite)
  -  mistrzostwo kraju w wyścigu ze startu wspólnego (elite – 250 km)
  -  mistrzostwo kraju w drużynowym wyścigu (elite)
  -  mistrzostwo kraju w drużynowym wyścigu (elite – 250 km)
- 1950
  -  mistrzostwo kraju w wyścigu ze startu wspólnego (elite)